# 馬爾特尼夫卡 (別爾季切夫區)
49°51′2″N 28°22′8″E / 49.85056°N 28.36889°E
馬爾特尼夫卡（烏克蘭語：Мартинівка），是烏克蘭北部日托米爾州別爾季切夫區赖霍罗多克市镇内的村落。面積1.84平方公里，海拔高度266米，2001年人口284，人口密度每平方公里154.43人。